# روزماري ولز
روزماري ولز (بالإنجليزية: Rosemary Wells)‏ هي كاتبة للأطفال وكاتِبة أمريكية، ولدت في 29 يناير 1943 في نيويورك في الولايات المتحدة.

## وصلات خارجية
- الموقع الرسمي
- روزماري ولز على موقع IMDb (الإنجليزية)
- روزماري ولز على موقع قاعدة بيانات الفيلم (الإنجليزية)